# Deia (Moçambic)
|  | Per a altres significats, vegeu «Deia (desambiguació)». |

Deia és una població de l'estat africà de Moçambic; pertany a la província de Zambézia, just davant Madagascar. La seva població, fortament disseminada, és de 5.884 habitants.
Destaquen les seves platges d'arena, i el clima és tropical. L'altitud mitjana són 10 metres.